# Случајни детективи 2
Случајни детективи (енгл. Murder Mystery 2) амерички је филм са елементима комедије и мистерије из 2023. године. Режију потписује Џереми Гарелик, по сценарију Џејмса Вандербилта, док главне улоге тумаче Адам Сандлер и Џенифер Анистон. Наставак је филма Случајни детективи из 2019. године. Приказан је 31. марта 2023. године за Netflix.

## Радња
Основавши сопствену детективску агенцију, Ник и Одри Спиц се ухвате судбоносног случаја кад њиховог пријатеља милијардера отму на његовом сопственом венчању.

## Улоге
| Глумац           | Улога                |
| ---------------- | -------------------- |
| Адам Сендлер     | Ник Спиц             |
| Џенифер Анистон  | Одри Спиц            |
| Марк Стронг      | Милер                |
| Мелани Лоран     | Клодет               |
| Џоди Тернер Смит | грофица Секо         |
| Џон Кани         | пуковник Уленга      |
| Куху Верма       | Саира                |
| Дани Бун         | инспектор Де ла Кроа |
| Адил Ахтар       | Махараџа             |
| Енрике Арсе      | Франсиско            |
| Зурин Вилануева  | Имани                |
| Џилијан Бел      | Сузан                |
| Тони Голдвин     | Силверфокс           |
| Ени Мумоло       | госпођа Силверфокс   |
| Мио Леонг        | господин Лу          |